# Kurdistan irakien
Pour les articles homonymes, voir Kurdistan (homonymie).
Le Kurdistan irakien ou Kurdistan du Sud, ou plus officiellement région du Kurdistan, est un territoire historique du Nord de l'Irak ayant adopté le 15 octobre 2005 un statut de région autonome par référendum populaire légal consécutivement reconnu par l'État irakien et mentionné dans la constitution irakienne. Le « gouvernement régional du Kurdistan » (en kurde : Hikûmetî Herêmî Kurdistan, en anglais : Kurdistan Region Government, ou KRG), siège dans sa capitale, Erbil.
Cette région est bordée par trois États — l'Iran à l'est, la Turquie au nord et la Syrie à l'ouest — tout en faisant partie de la région historico-culturelle plus vaste du Kurdistan, peuplée de kurdes.

## Étymologie et nom officiel
Le mot Kurdistan signifie littéralement « pays des Kurdes ». La région du Kurdistan est connue par plusieurs termes apparentés au mot « Kurde » au cours de l'Antiquité. Les Sumériens l'appelaient « Kur-A » ou « pays de Karda », les Élamites « Kurdasu », les Akkadiens « Kurtei », les Assyriens « Kurti », les Babyloniens « Qardu », les Grecs « Καρδοῦχοι » (Kardoûkhoi) et les Romains « Corduene ».
Concernant le nom officiel, la nouvelle Constitution irakienne parle de « région du Kurdistan ». Le gouvernement régional parle de « Kurdistan-Iraq » (en anglais : Kurdistan Region ou « région du Kurdistan » en français).
Les Kurdes appellent leur région « Kurdistan du Sud » (en kurde : Kurdistana Başûr) ou « Sud du Kurdistan » (en kurde : Başûrî Kurdistan) en référence à la localisation géographique de la région autonome au sein du Kurdistan dans son ensemble.

## Histoire

### Histoire ancienne
Les Kurdes sont mentionnés dès la plus haute Antiquité.
Longtemps marginalisés par les États du Moyen-Orient, s'ils ont une longue expérience de résistance et de résilience remarquables, ce n'est qu'au XXe siècle qu'ils développent un mouvement politique national durable en Irak.

### Lutte armée durant le XXe siècle

#### Sous administration britannique et sous le royaume d'Irak
Dans les années 1920, à la création de l'Irak, la Société des Nations attribue la gestion de l'Irak au Royaume-Uni, à condition qu'une autonomie administrative soit accordée aux Kurdes. Par la suite, la Société des Nations réaffirme l'importance de l'autonomie administrative du vilayet de Mossoul, en demandant sa mise sous tutelle de la Société des Nations, jugement qui est suspendue par la Cour internationale de justice de La Haye.
À l’époque du royaume d'Irak, les Kurdes sont la principale minorité ethnique du pays (392 598 personnes sur 2 857 077 habitants soit 13,7 % de la population en 1945) et la langue kurde est autorisée par la déclaration de 1932 qui permet son usage officiel dans les districts à majorité kurde mais ils sont opprimés par l'administration hachémite et les grands propriétaires arabes. Plusieurs révoltes kurdes sont étouffées entre 1931 et 1945.
À partir de 1931, Moustapha Barzani se bat pour l'indépendance des Kurdes avec son frère aîné, Ahmed. En 1932, à la suite de raids de la RAF, les deux frères se rendent aux Turcs, qui les gardent prisonniers. En 1932, Mustafa est libéré. Il reprend immédiatement le combat contre l'État irakien. Défait, il est exilé en 1935 à Souleimaniye avec son frère. Il s'échappe en 1943 et lance une nouvelle révolte depuis sa région d'origine, Barzan. Le pouvoir de Bagdad parvient à utiliser les rivalités entre Kurdes à ses fins. Mustafa Barzani est alors contraint de quitter l'Irak avec 1 000 autres Kurdes et sa famille pour l'Iran.

#### Période d’accalmie entre 1958 et 1961
Le coup d'État du général Abdul Karim Qasim, qui renverse la monarchie le 14 juillet 1958, est d'abord bien accueilli par les Kurdes. Moustapha Barzani et ses partisans sont invités à quitter leur exil soviétique par le nouveau pouvoir républicain. L'article 2 de la Constitution proclame que « l'État irakien fait partie intégrante de la nation arabe » mais l'article 3 affirme que « les Arabes et les Kurdes sont associés dans cette nation [irakienne]. La Constitution irakienne garantit leurs droits nationaux au sein de l'entité irakienne ». Les milices kurdes aident le régime à écraser un soulèvement des militaires panarabes nassériens à Mossoul (8 et 9 mars 1959).
De 1958 à 1961, les Kurdes d'Irak bénéficient de libertés exceptionnelles dans leur histoire. Ils peuvent militer ouvertement dans leurs propres partis politiques et publier plusieurs journaux kurdes. Les autorités favorisent la création d'une commission de savants kurdes pour rédiger une histoire de leur peuple destinée à être enseignée dans tous les établissements scolaires, y compris les écoles arabes. Fait unique dans les annales de l’État irakien, la construction de lycées et d'une université kurdes est entérinée par Bagdad. Le principal parti kurde est le Parti démocratique du Kurdistan (PDK), sous la présidence nominale de Moustafa Barzani, animateur de la révolte de 1944-1945 puis ministre de la Défense de l'éphémère république de Mahabad au Kurdistan iranien en 1945.

#### Première insurrection
L'insurrection de 1961 est conduite par Moustafa Barzani et le Parti démocratique du Kurdistan (PDK). En 1961, les relations entre le gouvernement et les Kurdes se dégradent : le régime ne satisfait pas aux revendications d'autonomie, administration en langue kurde et investissements publics au Kurdistan. Le général Qassem se rapproche des nassériens. En juillet 1961, un conflit local oppose le clan kurde des Zibari, soutenu par Bagdad, aux partisans de Moustafa Barzani ; les chefs Zibari, vaincus, se réfugient en Turquie. En septembre 1961, des soulèvements locaux inorganisés éclatent autour de Souleimaniye, où ils sont rapidement réprimés par l'armée, et autour d'Erbil, où les combats se prolongent jusqu'en décembre. Moustafa Barzani, avec une petite troupe de 660 partisans, s'établit dans la région de Zakho. En décembre 1961, le PDK, après avoir hésité devant la rupture, décide de prendre la tête de l'insurrection.
Les combattants kurdes appelés peshmergas atteint 7 000 hommes à la fin de 1962. L'armée irakienne, affaiblie par les désertions de nombreux soldats kurdes, doit bientôt renoncer à s'engager dans les régions montagneuses et se contente de tenir les villes.
Le conflit est interrompu à plusieurs reprises par les coups d'État qui se succèdent à Bagdad. Le général Qassem est renversé le 8 février 1963 ; le nouveau gouvernement, dirigé par Abdel Salam Aref et dominé par le parti Baas, se hâte de conclure une trêve avec les Kurdes qui durera jusqu'en juin 1963. Ayant consolidé sa situation intérieure par l'exécution de Qassem et par une dure répression contre les communistes, le gouvernement baasiste reprend la guerre contre le PDK en juin 1963. Il inaugure dès cette époque sa politique d'arabisation des régions kurdes en expulsant 40 000 habitants kurdes de la province de Kirkouk. La Syrie, gouvernée par la branche locale du parti Baas, envoie une brigade en soutien de l'armée irakienne dans la région de Zakho en octobre-novembre 1963. Mais Aref, par un nouveau coup d'État, se débarrasse de ses alliés baasistes en novembre 1963 et conclut une nouvelle trêve avec le PDK en avril 1964.
Le PDK exerce alors un pouvoir autonome de facto sur un territoire montagneux d'un million d'habitants, adossé aux frontières de Turquie et d'Iran, mais ne comprenant aucune ville importante ; il défendra ce bastion jusqu'en 1975.
Le parti traverse alors une crise intérieure qui conduit à la scission : Jalal Talabani et Ibrahim Ahmad (en) rompent avec Moustafa Barzani en juillet 1964. La plupart des peshmergas, estimés entre 15 000 et 20 000 hommes, restent fidèles à Barzani et seulement un millier d'entre eux rejoignent Talabani. En janvier 1966, Talabani et ses partisans se rallient au gouvernement de Bagdad : ils constituent une milice d'environ 2 000 hommes et, jusqu'au cessez-le-feu de mars 1970, participent aux combats contre leurs anciens frères d'armes du PDK.
En avril 1965, le maréchal Aref rouvre les hostilités. Mais l'armée irakienne, forte de 40 000 à 50 000 hommes, est incapable de venir à bout des peshmergas qui commencent à recevoir une aide matérielle discrète du shah d'Iran. Le maréchal Aref meurt dans un accident d'hélicoptère en avril 1966 ; il est remplacé par son frère, le général Abdul Rahman Aref qui, après une défaite des forces gouvernementales à la bataille du mont Hendrin (mai-juin 1966), conclut un cessez-le-feu avec les Kurdes le 29 juin 1966.
Le 17 juillet 1968, le général Aref est renversé par un nouveau coup d'État baasiste qui porte au pouvoir le général Ahmad Hasan al-Bakr. Des affrontements locaux opposent les Kurdes aux forces gouvernementales et le cessez-le-feu est finalement rompu en janvier 1969. Le 1er mars 1969, les peshmergas conduisent un raid sur les installations de l'Iraq Petroleum Company à Kirkouk, interrompant pour plusieurs semaines les exportations pétrolières de l'Irak. À partir de septembre 1969, des unités de l'armée iranienne viennent appuyer les peshmergas en territoire irakien.
L'épuisement des deux parties les amène à ouvrir des négociations secrètes. En janvier 1970, le vice-président irakien Saddam Hussein vient rencontrer le général Barzani à son quartier général de Nawperdan. Le conflit se conclut par un accord en 15 points entre le régime baasiste et le PDK, signé le 11 mars 1970.

#### Accords de paix de 1970
Le 11 mars 1970, Saddam Hussein signe avec les deux partis « autonomistes/indépendantistes » PDK et UPK kurdes un accord relatif à l'autonomie du Kurdistan irakien, avec la « Loi pour l'autonomie dans l'aire du Kurdistan ». L'accord du 11 mars, reconnait le caractère binational de Irak, la nomination d'un vice-président kurde ; la légalisation du PDK ; la création d'une région kurde dont les limites restent à définir ; l'usage de la langue kurde dans l'administration régionale et dans l'enseignement ; la non-dissolution des peshmergas et, à terme, la création d'une section kurde dans l'armée irakienne. Trois gouverneurs kurdes sont nommés à Dahuk, Erbil et As-Sulaymaniya, et cinq ministres kurdes au gouvernement.
Cependant, l'application de l'accord rencontre des difficultés : le recensement qui devait avoir lieu dans un délai de 6 mois est indéfiniment reporté, laissant en suspens le statut de Kirkouk, province revendiquée par les Kurdes. La nomination d'un vice-président kurde est également reportée, Mohammed Habib Karim, candidat du PDK, étant refusé par Bagdad à cause de ses origines iraniennes. Le régime continue sa politique d’implantation de peuplement arabe autour de Kirkouk et Sinjar tout en refusant la citoyenneté irakienne aux Kurdes Feyli (Kurdes chiites d'origine iranienne) qui seront expulsés d'Irak en septembre 1971. Le 29 septembre 1971, Moustafa Barzani échappe à une tentative d'assassinat au moyen d'engins explosifs portés par une délégation venue de Bagdad.
La guerre israélo-arabe d'octobre 1973, à laquelle participe l'Irak, vient retarder la rupture entre les Kurdes irakiens et Bagdad. Mais les négociations sur l'autonomie et le statut de Kirkouk sont dans l'impasse et, en avril 1974, Saddam Hussein remanie son gouvernement pour remplacer les cinq ministres kurdes par d'autres Kurdes plus dociles. Le 11 mars 1974, il publie une « loi d'autonomie » qui annule en fait les concessions promises aux Kurdes.

#### Deuxième insurrection
La deuxième insurrection kurde irakienne oppose le PDK, soutenu par l'Iran du shah Mohammad Reza Pahlavi, au régime baasiste. Les insurgés kurdes, estimés entre 30 000 et 50 000 peshmergas et peut-être 50 000 hommes des milices locales, équipés de fusils et de lance-roquettes, affrontent une armée irakienne de 90 000 hommes avec 1 200 chars et 200 avions.
En février 1974, des tirs d'artillerie opposent les armées iranienne et irakienne le long de la frontière. En mars, après la publication de la « loi d'autonomie », le Kurdistan entre en insurrection et plusieurs garnisons irakiennes sont encerclées. D'avril à octobre 1974, l'armée irakienne lance une série d'offensives et prend Rowandouz, Akra et Dohuk, provoquant l'exode de la population kurde. Le 3 octobre, à l'issue d'une bataille coûteuse, l'armée prend d'assaut le mont Zorzek et s'empare de Nawperdan, siège du QG du général Barzani. Le même jour, un gouvernement et un parlement kurde composés de partisans du régime baasiste sont établis à Erbil.
La population civile, grossie par les réfugiés, connaît de graves difficultés de ravitaillement. Les peshmergas, mal approvisionnés par leurs alliés iraniens, ne peuvent protéger les accès routiers et doivent battre en retraite le long de la frontière. À partir d'octobre 1974, l'armée iranienne installe des batteries d'artillerie et de DCA pour défendre les lignes kurdes.
La guerre se termine avec les accords d'Alger, signés le 6 mars 1975, par lesquels le shah retire son aide aux Kurdes en échange d'une délimitation de la frontière du Chatt-el-Arab. Les Kurdes n'obtiennent qu'une trêve de quelques jours, du 15 mars au 1er avril ; le général Barzani et les chefs militaires ordonnent de cesser le combat pour se réfugier en Iran. Des centaines de milliers de réfugiés franchissent la frontière.
La défaite de 1975 laisse les Kurdes profondément divisés. Moustafa Barzani reste en exil en Iran où il sera enterré après sa mort le 1er mars 1979. Ses fils Idriss (en), resté en Iran, et Massoud, qui le représente en Syrie, dirigent ce qui reste du PDK. Une fraction du PDK, ralliée au pouvoir de Bagdad autour de Hicham Akrawi, exerce un semblant de pouvoir dans la région autonome consentie par le régime,.

#### Troisième insurrection
Une partie des Kurdes se rassemblent autour de Jalal Talabani, ancien lieutenant de Barzani. Celui-ci, exilé en Syrie et profitant de la rivalité qui oppose le régime baasiste de Damas à celui de Bagdad, fonde le 1er juin 1975 un Comité préparatoire qui deviendra l'Union patriotique du Kurdistan (UPK) ; une hostilité parfois violente l'oppose au PDK.
Un groupe de l'UPK, commandé par Ali Askari (en), parvient à établir une base de guérilla dans le sud-est du Kurdistan irakien ; en 1977, il rassemble un millier de peshmergas. Cette phase du conflit est désignée comme l'insurrection de l'UPK du fait du rôle moteur de ce parti. Le régime mène une politique d'arabisation.
Le 26 mai 1976, le congrès du PDK-Direction provisoire décide à son tour la reprise de la guérilla, animée par Massoud Barzani qui tire le premier coup de feu symbolique.
En août 1976, le président Saddam Hussein décide d'expulser toute la population kurde sur une bande de 20 km le long de la frontière iranienne, pour empêcher les infiltrations. En 1976-1977, bien que le régime s'obstine à nier l'état de guerre, des petits groupes d'insurgés sont partout présents dans les montagnes du Kurdistan.
À partir de la fin de 1977, le PDK accuse l'UPK de négocier secrètement avec Bagdad. Au printemps 1978, sur ordre de Jalal Talabani qui a pris le commandement militaire de son camp, trois « divisions » de peshmergas de l'UPK tentent de se déployer dans le nord-ouest du Kurdistan, région considérée comme la chasse gardée du PDK : des affrontements éclatent entre les deux mouvements, faisant plusieurs centaines de morts, dont Ali Askari. Une fraction de l'UPK, désapprouvant la ligne de Talabani, fait scission en 1979 autour de Rassoul Mahmand. Ces luttes fratricides amènent la mise en veilleuse de l'insurrection kurde qui ne reprendra qu'en 1983.

#### Quatrième insurrection
La quatrième insurrection éclate en 1983 pendant la guerre Iran-Irak. Le régime de Saddam Hussein la réprime violemment lors de l'opération Anfal. L’Irak fut largement condamné par la communauté internationale mais ne fut jamais sérieusement puni pour les mesures oppressives telles que le massacre de dizaines de milliers de civils, la destruction intégrale de milliers de villages et la déportation de milliers de Kurdes vers le sud et le centre de l’Irak. Les attaques de l’Anfal causèrent la destruction de 2 000 villages et la mort de 50 000 à 100 000 Kurdes.

### Autonomie post-1991
Après la débâcle de l'armée irakienne dans la guerre du Golfe, en mars 1991, une grande partie de l'Irak se soulève contre le régime de Saddam Hussein. Le soulèvement des régions chiites dans le sud est écrasé, mais le soulèvement kurde du nord (en kurde : Raperîn), malgré une répression brutale, arrive à établir une autonomie de fait dans une partie du Kurdistan qui bénéficie, à partir de mai 1991, d'un soutien de la coalition américaine. Malgré cela les troupes irakiennes reprirent durant un certain temps les aires kurdes et des centaines de milliers de Kurdes fuirent vers les frontières, avant qu'un « abri sûr » ne fût établi par le Conseil de sécurité. La zone autonome kurde fut principalement contrôlée par les partis rivaux, PDK et UPK.
Le 19 mai 1992, le Kurdistan autonome élit son parlement : 1,5 million d'électeurs se partagent à peu près également entre le PDK et l'UPK. Mais la rivalité entre ces deux partis débouche sur un cycle de violences, arrestations arbitraires, tortures et exécutions, opérées aussi bien par l'un que par l'autre. Bien que ces abus soient loin d'égaler les exactions massives commises par le régime baasiste pendant les années précédentes, ils sont assez graves pour déboucher sur une guerre civile entre les deux partis kurdes.

#### Guerre civile de 1994-1997
La guerre civile kurde oppose entre 1994 et 1997 les deux grands partis kurdes, le PDK et l'UPK, et leurs forces respectives de peshmergas. Elle se termine par un compromis, le PDK gouvernant le nord-ouest de la région autour d'Erbil tandis que l'UPK administre le sud-est autour d'As-Sulaymaniya.

#### Intervention américaine
Au printemps 2003, une coalition dirigée par les États-Unis envahit l'Irak et renverse le régime de Saddam Hussein. Les Kurdes, alliés des Américains, aident à désarmer les forces du régime irakien jusqu'à Mossoul et Kirkouk lors de l'Opération liberté irakienne et à déloger le groupe djihadiste Ansar al-Islam lors de l'Opération Viking Hammer. L'Autorité provisoire de la coalition reconnaît la constitution d'une Région du Kurdistan. La zone contrôlée par les peshmergas fut agrandie, certains districts gardant un statut incertain autour de Kirkouk, Mossoul et Khanaqin.

#### Région autonome kurde
Au début de 2006, les deux zones kurdes d'Erbil, dirigée par le PDK, et Souleimaniye, gouvernée par l'UPK, furent réunies en une seule région. Un référendum devait avoir lieu en 2007 pour déterminer les frontières définitives de la région kurde, notamment dans la région de Kirkouk, mais il fut indéfiniment reporté. En juin 2014, pendant la seconde guerre civile irakienne, l'offensive du mouvement djihadiste État islamique (Daesh) et la débâcle de l'armée gouvernementale permirent à la région du Kurdistan d'incorporer Kirkouk et d'autres territoires contestés.
Le 2 juillet 2014, un référendum sur l'indépendance est annoncé. Le 7 juin 2017, les principaux partis kurdes se mettent d'accord pour fixer une date du référendum visant à l'indépendance du Kurdistan, il se déroule le 25 septembre 2017. Le oui l'emporte largement, à 92,7 %. Des tensions continuent de caractériser les rapports entre les principaux partis kurdes ; en octobre 2017, la démission de Massoud Barzani est accompagnée de violences contre les partis d'opposition comme l'UPK et le Goran. Le « clan » de Massoud Barzani continue de contrôler étroitement le pouvoir : Netchirvan, son neveu, et Masrour, son fils, sont respectivement président et Premier ministre du gouvernement régional kurde.
Fin octobre 2017, la bataille de Kirkouk redéfinit le rapport des forces à l'avantage du pouvoir central irakien.
La Turquie a par ailleurs installé plus de 135 bases militaires dans les zones montagneuses du Kurdistan irakien depuis le début du conflit.

## Géographie
Le Kurdistan du sud est très largement montagneux, avec un point culminant à 3 611 mètres au Cheekah Dar. Les nombreuses rivières qui coulent depuis ces montagnes et arrosent la région sont à l'origine des terres fertiles et luxuriantes de l'Irak.
Les montagnes, le climat et la qualité des eaux en font une région d'agriculture et de tourisme. De plus, elle possède des matières premières minérales, en particulier du pétrole qui est exploité depuis plusieurs décennies maintenant.
Le plus grand lac de la région est le lac Dukan.

### Subdivision territoriale

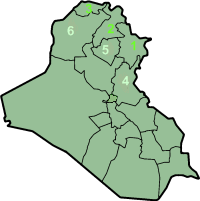
Kurdistan irakien et ses gouvernorats.

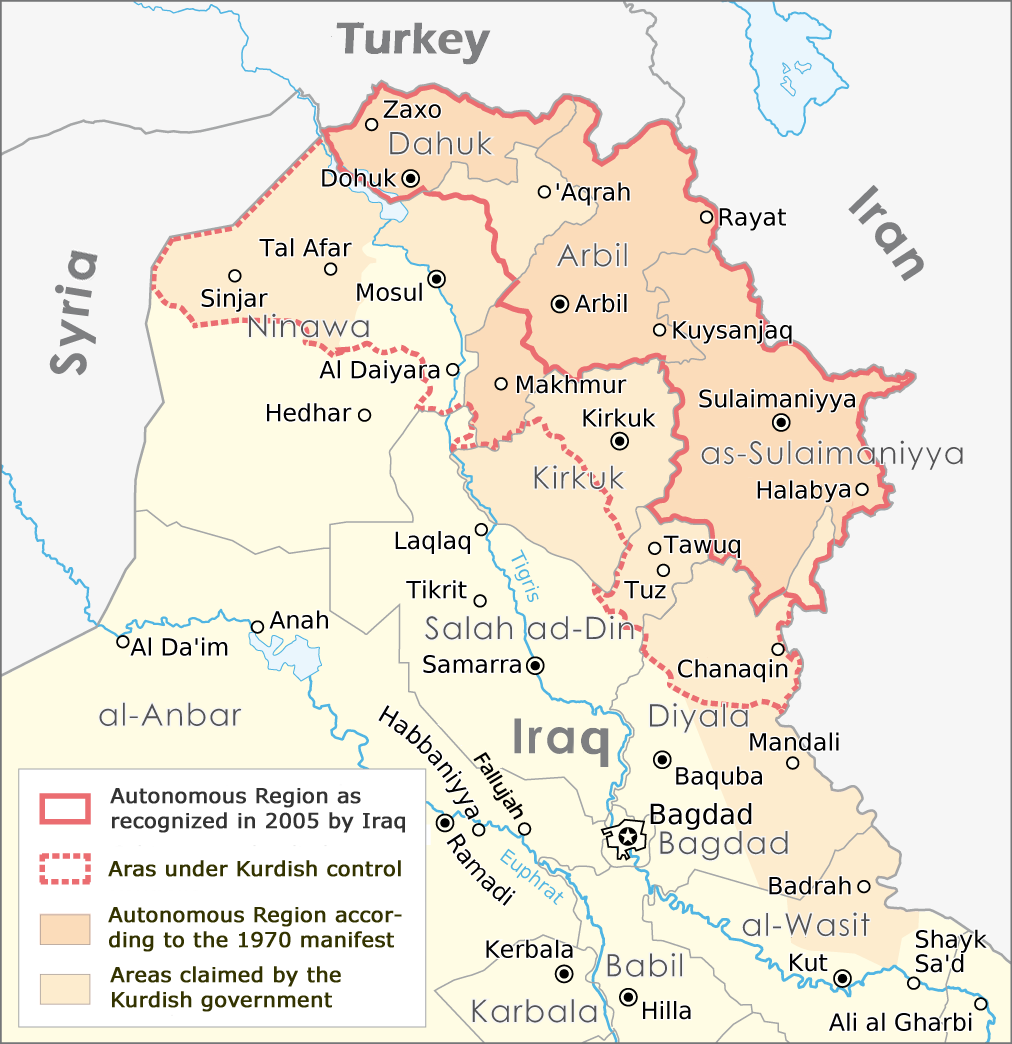
Région autonome du Kurdistan.

Le Kurdistan est divisé en six gouvernorats, appelés parêzge en kurde, dont quatre sont sous le contrôle du gouvernement régional du Kurdistan :
- As-Sulaymaniya ;
- Erbil ;
- Dahuk ;
- Halabja ;

D'autres gouvernorats sont revendiqués totalement ou partiellement par le gouvernement régional de l'Irak :
- Kerkûk ;
- Diyala ;
- Ninive ;
- Salah ad-Din ;
- Wasit.

## Politique
Le pouvoir est dominé par le Parti démocratique du Kurdistan (PDK) et par l’Union patriotique du Kurdistan (UPK), tous deux appuyés par leurs services de sécurité et des milices privées. Malgré un pluralisme de façade, ils ont chacun imposé un règne autoritaire dans leurs territoires respectifs.
Le PDK est réputé pour être plus brutal que le UPK vis-à-vis de l'opposition. Ce dernier a permis le développement d'une opposition politique minoritaire et la naissance d’une presse indépendante, tant que celles-ci ne dépassent pas certaines limites.
Le travail des journalistes est rendu difficile : « Lorsqu'un média indépendant publie un article sur la sexualité, critique la religion ou le carcan patriarcal, les réactions les plus négatives viennent d'abord de la frange conservatrice de la société. Les partis dominants s’alignent alors sur celle-ci car elle forme une base cruciale. Il est difficile dans ces conditions d'instaurer un réel débat de société, d'autant que le pouvoir n'hésite pas à instrumentaliser le système judiciaire contre les journalistes », note le journaliste Sylvain Mercadier. Les attaques envers les journalistes culminent avec les assassinats ciblés. Plusieurs ont été recensés au Kurdistan.
Par exemple le journaliste Benoit Drevet a été brièvement arrêté avec sa fixeuse pendant presque une journée, au début du mois de juin 2023. Il réalisait un reportage sur les bombardements turques autour du village de Galala, lorsque des Assayech (Irak) sont venus les interpeller devant le domicile de la fixeuse. Ils les ont transférés à Souleimaniye, capitale de la province. Ils ont également arrêté trois de leurs proches, dont un bébé de 6 mois. Le consulat de France à Erbil à condamné cette détention,.

## Économie
Le Kurdistan d'Irak connait une accentuation des inégalités sociales, alimentant fortunes et corruption dans les rangs des élites locales. Jalal Talabani reconnait que la région autonome compte en 2017 dix-neuf milliardaires en dollars.
Les relations commerciales avec l'Iran représentent 6 milliards d'euros chaque année.
La jeunesse kurde est très exposée au chômage : selon l’ONU, le taux de chômage des moins de 30 ans au Kurdistan irakien est de 24 % pour les hommes et de 69 % pour les femmes. Cette situation pousse de nombreux jeunes à tenter de s'exiler en Europe pour y connaitre un avenir meilleur.

## Démographie
Les Kurdes composent 17 % environ de la population totale en Irak. Ils sont majoritaires au moins dans trois provinces dans le nord de l’Irak qui sont connues comme le Kurdistan irakien. Il y a aussi des Kurdes à Kirkouk, Mossoul, Khanaqin et Bagdad. Près de 300 000 Kurdes vivent dans la capitale irakienne Bagdad, 50 000 à Mossoul et environ 100 000 Kurdes vivent ailleurs dans le Sud irakien.
Plus de 80 % des Kurdes irakiens sont musulmans, 60 % sont sunnites (chaféisme), 30 % sont des chiites (jafarisme) Féylis, 5 % sont des Yézidis, le reste sont des chrétiens nestoriens et autres.
Au fil du temps, l’islam sunnite est devenu la religion dominante du peuple kurde, à la suite de l’école Shafi. Il existe une importante minorité chiite qui suit l'école Ja'fari, appelée les Feylis, qui vit dans les régions centrales et orientales de l'Irak. Leur population est estimée entre 1 500 000 et 2 500 000 personnes en Irak, soit environ 30 % de la population kurde irakienne,.

## Forces armées
Le gouvernement régional kurde dispose d'une force armée connue sous le nom de Gardes régionaux kurdes ou en anglais : Kurdish Regional Guards, aussi appelés Peshmerga. Ils sont plus de 350 000 actifs[réf. nécessaire], généralement armés de AKMS, M4A1 et Zastava M92 (en). Ils ont à disposition des chars d'assaut T-55, T-62 et T-72 et une centaine de PT-76 avec un grand nombre de véhicules blindés ainsi que, selon le site néerlandais Scramble, quelques hélicoptères Eurocopter EC135 et d'autogires. Une commande a eu lieu en septembre 2013 pour 12 MD 530 F et 2 MD-900 livré à partir de 2014 officiellement pour la police, un MD 530 E est livré en avril 2015. La police routière possède 4 Eurocopter EC120 Colibri et une quarantaine d'autogires AutoGyro Europe MTOsport. Le Kurdistan dispose également une unité anti-terroriste, la Force tigre kurde équipé depuis mai 2015 de deux hélicoptères AS350B3 Écureuil.
Plusieurs soldats kurdes des forces armées irakiennes ont déserté pour rejoindre les Peshmergas.

### Ressources en ligne
- Le Kurdistan irakien, article dans le numéro 124 de la revue Hérodote. Par Berévan Alig, doctorante à l'institut français de géopolitique ( université Paris-VIII)
- Adel Bakawan L’Irak de Fayçal à Talabani, éditions Ranj, Souleymanieh (Irak), 2006.
- Géopolitique actuelle des Kurdes en Turquie, en Irak et en Iran par Saywan Barzani, 2008
- Cyril Roussel, "Le Kurdistan d’Irak : une entité en construction", Les Carnets de l’Ifpo - La recherche en train de se faire à l’Institut français du Proche-Orient, 14 février 2013
- Cyril Roussel, "Les territoires kurdes d’Irak à l’heure du Daesh : nouvel enjeu frontalier", IFRI, 10 décembre 2014